# Reno (Ohio)
Reno – jednostka osadnicza w Stanach Zjednoczonych, w stanie Ohio, w hrabstwie Washington.